# Birger Christensen
Birger Christensen er et dansk mode- og pelshus, som blev etableret i 1869, da Jens Birger Christensens oldefar Carl Schottländer gik i partnerskab med Moses Levinsky. De drev en mindre muffe-, hatte- og pelsforretning op til ca. 1910, hvor Jørgen Birger Christensen, Schottländers svigersøn, blev ansat i forretningen. Omkring 1925 skiftede forretningen navn til J. Birger Christensen, men da sønnen, Finn Birger Christensen (født 1926), overtog forretningen i 1955 skiftede firmaet navn til Birger Christensen. I 1961 blev firmaet kongelig hofleverandør.
Jens Birger Christensen (født 1959) overtog firmaet i 2004. I dag er Birger Christensen en af Skandinaviens førende forretninger, når det gælder pels og mode skabt af nogle af verdens største og tidens bedste designere såsom Prada, Lanvin, Hermès og mange andre.
Forretningen på Østergade har i årenes løb udvidet flere gange. Da man i 1969 fejrede 100 års jubilæum åbnede modeforretningen Bee Cee med tidens største mærker. I 1987 etablerede Chanel egen forretning i samarbejde med Birger Christensen, og det samme gjorde Hermès i 1994. Modeforretningen er siden lagt ind under Birger Christensen, og i 2001 udvidede man også med en herreforretning på Østergade.